# Kedar
Kedar (hebr. קדר; oficjalna pisownia w ang. Kedar) – wieś i osiedle żydowskie położone w Samorządzie Regionu Gusz Ecjon, w Dystrykcie Judei i Samarii, w Izraelu.

## Położenie
Osiedle jest położone w bloku Gusz Ecjon w górach Judzkich, na południe od miasta Ma’ale Adummim w Judei, w otoczeniu terytoriów Autonomii Palestyńskiej.

## Historia
Osadę założyli w 1985 żydowscy osadnicy.